# Lijst van beelden in Velsen
Dit is een (onvolledige) chronologische lijst van beelden in Velsen. Onder een beeld wordt hier verstaan elk driedimensionaal kunstwerk in de openbare ruimte van de Nederlandse gemeente Velsen, waarbij beeld wordt gebruikt als verzamelbegrip voor sculpturen, standbeelden, installaties, gedenktekens en overige beeldhouwwerken.
Voor een volledig overzicht van de beschikbare afbeeldingen zie: Beelden in Velsen op Wikimedia Commons.

## Driehuis
| Geplaatst | Omschrijving                         | Kunstenaar                 | Straat                                               | Plaats             | Materiaal | Afbeelding |
| --------- | ------------------------------------ | -------------------------- | ---------------------------------------------------- | ------------------ | --------- | ---------- |
| 1824-1828 | Petrus en Paulus                     | Wim Harzing                | Driehuizerkerkweg 123, (Missiehuis)                  | Driehuis           | steen     |            |
| 1893?     | Sint Engelmundus                     | J.P. Maas en zonen         | Driehuizerkerkweg 113 (St. Engelmunduskerk)          | Driehuis           | steen     |            |
| 1924      | J.T. Cremer                          | Toon Dupuis                | Duin en Kruidbergerweg 2, (begraafplaats Westerveld) | Driehuis           | steen     |            |
| 1927      | Heilig Hartbeeld                     |                            | Driehuizerkerkweg 113, (St. Engelmunduskerk)         | Driehuis           | steen     |            |
| 1926      | De Overpeinzing                      | Hendrik van den Eijnde     | Duin- en Kruidbergerweg 2 – 6                        | Driehuis/Santpoort | brons     |            |
| 1947      | Oorlogmonument, Vrouw in berusting   | Fri Heil                   | Duin- en Kruidbergerweg 2 – 6                        | Driehuis/Santpoort | brons     |            |
| 1948      | Herinneringsmonument 1940-1945       | Corinne Franzén-Heslenfeld | Duin- en Kruidbergerweg 2 – 6                        | Driehuis/Santpoort |           |            |
|           | Sneevliet monument (verzetsmonument) |                            | Duin- en Kruidbergerweg 2 – 6                        | Driehuis/Santpoort |           |            |
|           |                                      | Christiaan Paul Damsté     | Van Dalenlaan                                        | Driehuis/Santpoort |           |            |
|           | Kabouters                            | Karola Veldkamp            | Wüstelaan (school)                                   | Driehuis/Santpoort |           |            |
|           | Ontmoeting                           | Jos Wong Lun Hing          | Crocusstraat /Burg. Weertsplantsoen                  | Driehuis/Santpoort |           |            |

## IJmuiden
| Geplaatst | Omschrijving                                                 | Kunstenaar                    | Straat                         | Plaats   | Materiaal          | Afbeelding |
| --------- | ------------------------------------------------------------ | ----------------------------- | ------------------------------ | -------- | ------------------ | ---------- |
| 1948      | Monument voor de gevallenen. (Zeeman - soldaat – verzetsman) | Nicolaas van der Kreek        | Plein 1945                     | IJmuiden | zandsteen          |            |
| 1955      | Vissersmonument (Vissersman met stormlantaarn)               | Han Wezelaar                  | Sluisplein (Kop van de haven)  | IJmuiden | brons              |            |
| 1963      | De Vallende man (Stervende man)                              | Cor van Kralingen             | Slingerduinlaan 4              | IJmuiden |                    |            |
| 1968      | Zwemmen onder water                                          | Eric Claus                    | Heerenduinweg (bij zwembad)    | IJmuiden |                    |            |
| 1973      | Geveldecoratie I                                             | Piet Zwaanswijk               |                                | IJmuiden |                    |            |
| 1973      | Geveldecoratie II                                            | Piet Zwaanswijk               |                                | IJmuiden |                    |            |
| 1973      | Geveldecoratie III                                           | Piet Zwaanswijk               | Georgebos                      | IJmuiden |                    |            |
| 1973      | Geveldecoratie IV                                            | Piet Zwaanswijk               |                                | IJmuiden |                    |            |
| 1974      | Pelikaan met jong                                            | Paul van Crimpen              | Julianakade (groenstrook)      | IJmuiden |                    |            |
| 1977      | 100 jaar Noordzeekanaal                                      | Lon Pennock                   | IJmuiderslag                   | IJmuiden |                    |            |
| 1981      | Phoenix                                                      | Peter Anthony Chinni          | Stadhuis, Plein 1945           | IJmuiden |                    |            |
| 1990      | Dik Trom                                                     | André Havas / Floris de Graaf | Pleiadenplantsoen 63 (school)  | IJmuiden |                    |            |
| 1995      | Impluvium 1996                                               | Jeroen van Rijn               | hofjes/achtertuinen Heuvelwijk | IJmuiden |                    |            |
| 1995      | Voorlopig zonder titel                                       | Michel Somers                 | hofjes/achtertuinen Heuvelwijk | IJmuiden |                    |            |
| 1995      | De bever                                                     | S.Zijlmans /H.Jongenelis      | Houtmanstraat                  | IJmuiden |                    |            |
| 1995      | Noch einmal                                                  | Henk Visch                    | Van Poptaplantsoen.            | IJmuiden |                    |            |
|           | Sequence III                                                 | Henk van Bennekum             | Beukenstraat (school)          | IJmuiden |                    |            |
| 2003      | Cornelis Vreeswijk                                           | 玉                            | IJmuiden strand                | IJmuiden |                    |            |
| 2009      | Zonder titel                                                 | Tom Postma                    | Kruitenstraat                  | IJmuiden |                    |            |
| 2010      | Au fond                                                      | Joost Barbiers                | Slingerduinlaan 4              | IJmuiden |                    |            |
| 2011      | Bokspringende kinderen                                       | Nic Jonk                      | Heerenduinweg / Zeeweg         | IJmuiden |                    |            |
| 2012      |                                                              |                               | Ijmuiderslag /Heerenduinweg    | IJmuiden |                    |            |
| 2012      | Patiënt en verpleger                                         | Charlotte van Pallandt        | Scheldestraat 101              | IJmuiden |                    |            |
| 2013      | Centaur                                                      | Arthur Spronken               | Wijk aan Zeeërweg              | IJmuiden |                    |            |
| 2014      | Kinderen bouwen aan hun toekomst                             | Gerda Rubinstein              | Moerbergplantsoen              | IJmuiden |                    |            |
| 2014      | Bronzen plastiek                                             | Wim Bosman                    | Planetenweg                    | IJmuiden |                    |            |
| 2019      | Fuga Locatie van geplaatste foto:Amersfoort                  | Herbert Nouwens               | Kanaaldijk                     | IJmuiden | staal              |            |
| 2020      | Anker                                                        | Rik Hermans                   | Dokweg bij 21                  | IJmuiden | afgedankte metalen |            |
|           | Sequence III                                                 | Henk van Bennekum             | Beukenstraat (school)          | IJmuiden |                    |            |
|           | Zonder titel                                                 | Gerard Bruning                | Briniostraat 10                | IJmuiden |                    |            |
|           | Kinetische constructie                                       | Dik Box                       | Eenhoornstraat 4 (gevel)       | IJmuiden |                    |            |
|           | Zonder titel                                                 | Jeroen van de Laar            | Eenhoornstraat 8               | IJmuiden |                    |            |
|           | De stormramp                                                 | Piet Esser                    | Gijzenveltplantsoen (park)     | IJmuiden |                    |            |
|           | Zonder titel                                                 | Jan Mulder                    | Groeneweg 71 (schouwburg)      | IJmuiden |                    |            |
|           | Zonder titel                                                 | Leen Droppert                 | Heerenduinweg 45 (school)      | IJmuiden |                    |            |
|           | Zonder titel                                                 | Peter Koorstra                | Kanaalstraat 257               | IJmuiden |                    |            |
|           | Sportfiguren                                                 | Bouke Ylstra                  | Moerbergplantsoen (gymzaal)    | IJmuiden |                    |            |
|           | Grijpende handen naar bal                                    | Dan van Golberdinge           | Planetenweg                    | IJmuiden |                    |            |
|           | Zonder titel                                                 | Heppe de Moor                 | Planetenweg 338                | IJmuiden |                    |            |
|           | Schaap                                                       | Gerrit Bolhuis                | Roerstraat                     | IJmuiden |                    |            |
|           | Contrafiguren                                                | Hubert van Lith               | Roerstraat                     | IJmuiden |                    |            |
|           | Paard                                                        | Ruud Cornelisse               | Tiberiusplein (Sporthal)       | IJmuiden |                    |            |
|           | Zeven vlaggen                                                | Jan Mulder                    | Willemsbeekweg                 | IJmuiden |                    |            |

## Santpoort Noord
| Geplaatst | Omschrijving                | Kunstenaar         | Straat                         | Plaats          | Materiaal | Afbeelding |
| --------- | --------------------------- | ------------------ | ------------------------------ | --------------- | --------- | ---------- |
| 2009      | De Draver (paard met sulky) | Yvonne Piller      | Rotonde Hoofdstraat/ Wüstelaan | Santpoort-Noord | brons     |            |
| 2013      | Fiorito                     | Luk van Soom       | Burgemeester Weertsplantsoen   | Santpoort Noord |           |            |
| 2018      | De ontmoeting               | Victor de Beijer   | Hoofdstraat                    | Santpoort Noord |           |            |
|           | Ontmoeting                  | Dolf Wong Lun Hing | Burg. Weertsplantsoen          | Santpoort Noord |           |            |

## Santpoort Zuid
| Geplaatst | Omschrijving                  | Kunstenaar      | Straat                          | Plaats         | Materiaal | Afbeelding |
| --------- | ----------------------------- | --------------- | ------------------------------- | -------------- | --------- | ---------- |
| 1946      | Monument W.O. II (gedenkbank) | H.W. van Kempen | Willem de Zwijgerlaan / Duinweg | Santpoort Zuid |           |            |
| 1993      | Het gezin                     | Wim Jonker      | Brederoodseweg /Duinweg         | Santpoort Zuid |           |            |

## Velsen Noord
| Geplaatst | Omschrijving                            | Kunstenaar                     | Straat                              | Plaats       | Materiaal | Afbeelding |
| --------- | --------------------------------------- | ------------------------------ | ----------------------------------- | ------------ | --------- | ---------- |
| 1918      | Sint Jozef                              |                                | Wijkerstraatweg 55 (St. Jozefkerk)  | Velsen-Noord | steen     |            |
| 1918      | Heilig Hartbeeld                        |                                | Wijkerstraatweg 55 (St. Jozefkerk)  | Velsen-Noord | steen     |            |
| 1959      | De engel, de denker en de arbeider      | André Schaller                 | Wenckebachstraat 1, (Corus)         | Velsen-Noord |           |            |
| 1970      | Amphibie                                | Ger Zijlstra                   | Wijkerstraatweg / Stratingplantsoen | Velsen-Noord |           |            |
| 1972      | Nevelpaarden                            | Eric Claus                     | Wijkeroogstraat /Meerweidenlaan     | Velsen-Noord |           |            |
| 2003      | Monument voor Trudie Duits-Eldering     | Ed Tromp                       | Wijkerstraatweg / Stratingplantsoen | Velsen-Noord | RVS       |            |
| 2005      | Gehavende Vrije Vogel (oorlogsmonument) | Wim Cerneus                    | Wenkebachstraat / Staalhavenweg     | Velsen-Noord |           |            |
| 2008      | Rustemeijer Building Maintenance        | Eric Rustemeijer en Bert Pruis | Vijverweg 35, (RBM)                 | Velsen-Noord |           |            |
| 2011      | De keerzijde                            | Paul de Kort                   | Binnenduinrandweg                   | Velsen-Noord |           |            |
|           | Vogels                                  | André Havas / Floris de Graaf  | Doelmanstraat 34                    | Velsen-Noord |           |            |
|           | Tobias en de engel                      | Theo Mulder                    | Breesaperhof                        | Velsen-Noord |           |            |

## Velsen Zuid
| Geplaatst                       | Omschrijving                    | Kunstenaar              | Straat                                    | Plaats      | Materiaal         | Afbeelding |
| ------------------------------- | ------------------------------- | ----------------------- | ----------------------------------------- | ----------- | ----------------- | ---------- |
| 12e-13e eeuw                    | Zegenende Christus (gevelsteen) |                         | Kerkplein 1, (Engelmunduskerk)            | Velsen-Zuid |                   |            |
| 1949                            | Venus                           | Artus Quellinus de Oude | Rijksweg 136, (tuin Landgoed Beeckestijn) | Velsen-Zuid |                   |            |
| 1949                            | Vuur en water                   | Artus Quellinus de Oude | Rijksweg 136 (tuin)                       | Velsen-Zuid |                   |            |
| 1949                            | Fortitudo met leeuw             | Artus Quellinus de Oude | Rijksweg 136 (tuin)                       | Velsen-Zuid |                   |            |
| 1949                            | Apollo met hond/                | Artus Quellinus de Oude | Rijksweg 136 (tuin)                       | Velsen-Zuid |                   |            |
| 1949                            | Vulcanus, Venus en Amor         | Artus Quellinus de Oude | Rijksweg 136 (tuin)                       | Velsen-Zuid |                   |            |
| 1972 (huidige plek, sinds 1984) | Compositie zonder titel         | Eugène van Lamsweerde   | Rijksweg/Parkweg                          | Velsen-Zuid |                   |            |
| 1959                            | Leda en de zwaan                | Nic Jonk                | Parkweg (vijver)                          | Velsen-Zuid |                   |            |
| 2005                            | De kanaalgravers                | Aart Lamberts           | Pontplein                                 | Velsen-Zuid |                   |            |
|                                 | Tempel                          | Nout Visser             | Amsterdamseweg 10                         | Velsen-Zuid | baksteen en staal |            |

## Velserbroek
| Geplaatst | Omschrijving            | Kunstenaar                     | Straat                                                               | Plaats      | Materiaal                | Afbeelding |
| --------- | ----------------------- | ------------------------------ | -------------------------------------------------------------------- | ----------- | ------------------------ | ---------- |
|           | Stratenmakers           | Jolanda Prinsen                | Aurora Bastion /Ster Bastion (parkeerplaats)                         | Velserbroek |                          |            |
|           | Potsculpturen (5st)     | Vilma Henkelman                | Ceylon Bastion/Galle Promenade                                       | Velserbroek | keramiek                 |            |
|           | De wachter              | Helen Frik                     | Dreefbrug                                                            | Velserbroek |                          |            |
|           | Zonder titel (mens)     | Petra Boolman                  | Etta Palmplantsoen /M.Wibautstraat                                   | Velserbroek | beton                    |            |
|           | Sneeuwpoppen            | Pieter en Abby Heynen          | Floraronde (school)                                                  | Velserbroek |                          |            |
|           | De Koe                  | Hannes Kuiper                  | Zadelmakerstraat 3                                                   | Velserbroek |                          |            |
|           | Vrouw met spiegel       | Michael Jacklin                | Zwanebloemplantsoen                                                  | Velserbroek |                          |            |
|           | De spuiter              | Jolanda Prinsen                | Velserbroekse Dreef                                                  | Velserbroek |                          |            |
|           | Zonder titel            | Nout Visser                    | Velserbroekse Dreef                                                  | Velserbroek | graniet en stalen zuilen |            |
|           | IJsschotsen en riet     | Judith Mestriner / Karin Colen | Vestingbrug, Joke Smitbrug, Koerierstersbrug, Sluisbrug en Vlietbrug | Velserbroek |                          |            |
|           | Zonder titel            | Michel Uytterhoeven            | Grote Buitendijk 48 (school)                                         | Velserbroek | graniet                  |            |
|           | Voor vogels             | Harald Schole                  | Lepelaar                                                             | Velserbroek |                          |            |
|           | Zonder titel            | Egidius Knops                  | De Weid 24 (basisschool)                                             | Velserbroek | RVS                      |            |
|           |                         |                                | Westbroekerweg /De Zeiler                                            | Velserbroek |                          |            |
|           | Zonder titel (7 zuilen) | Peter Janssen Groesbeek        | Westbroekerweg /Vlietweg                                             | Velserbroek |                          |            |